# Guy Harpigny
Guy Harpigny (Luttre, 13 april 1948) werd in 2003 door paus Johannes Paulus II benoemd tot de 100ste bisschop van het bisdom Doornik.
Hij werd priester gewijd in 1973 en was onder meer docent aan het Groot Seminarie van Doornik.
Hij werd benoemd op 22 mei 2003 en werd tot bisschop gewijd door Godfried Danneels op zondag 7 september 2003.
In 2017 kreeg hij de rang van officier in de Waalse verdienste.
- Gemeinsame Normdatei: 1104199386
- International Standard Name Identifier: 0000 0000 3236 7860
- Library of Congress Control Number: n84036432
- Nationale Bibliotheek van Israël: 987007277327205171
- Nederlandse Thesaurus van Auteursnamen: 069095396
- Réseau des bibliothèques de Suisse occidentale: 02-A003348914
- Système universitaire de documentation: 166144797
- Virtual International Authority File: 3867772
- WorldCat: E39PBJv4kK7PvxgCJTy6Kfdmh3